# ジャック・ヘラー

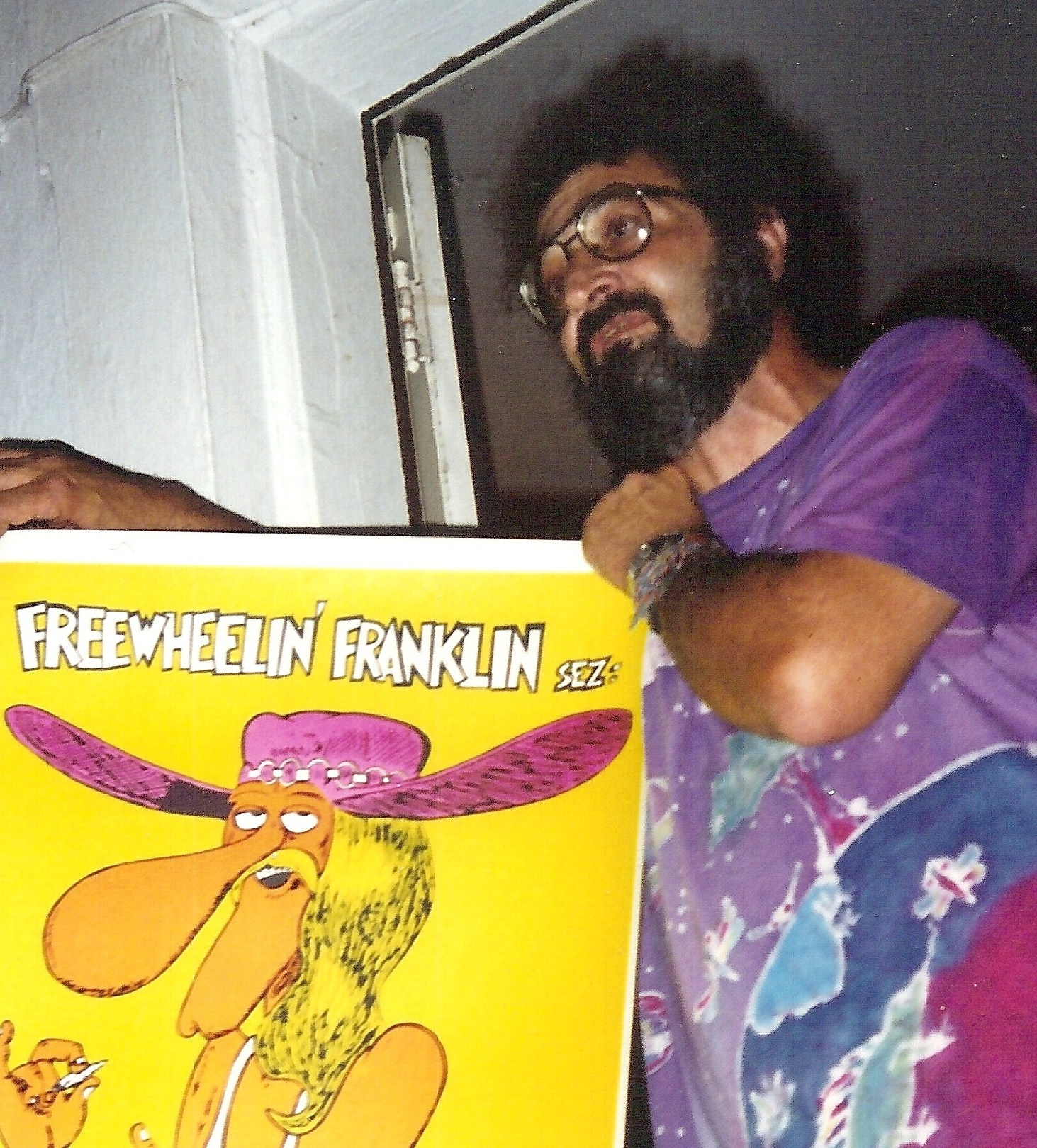
Jack Herer 1989

ジャック・ヘラー（Jack Herer、1939年6月18日、ニューヨーク市生まれ、2010年4月15日、オレゴン州ユージーン没）は、アメリカの作家であり、大麻活動家。彼の最も有名な著作は、『大麻草と文明』で、大麻農家や合法化推進派にとって定番の参考文献となっている。

## 来歴
高校卒業後、ジャック・ヘラーは陸軍で通訳の訓練を受けた。最初の3度の結婚で5人の子供の父親となった。1999年9月9日、ヘラーは4度目の結婚をした。彼は、自由主義的な麻薬政策を主張する少数政党「草の根党」の候補者として、アメリカ大統領選挙に2度出馬した。1988年と1992年の大統領選では、いずれも得票率は0.1%未満だった。最初の出馬では1,949票を獲得し、4年後には3,875票を獲得した。
大麻の品種（ジャック・ヘラー種）に彼の名が付けられ、彼は栄誉を受けた。2000年7月、ヘラーは心臓発作と脳卒中を起こし、右半身の運動に支障をきたした。彼自身の声明によると、2004年5月までにほぼ回復し、ベニテングタケと大麻の摂取が功を奏したという。2007年末、彼は宗教とキノコに関する本を執筆し、アメリカ合衆国における大麻合法化を求める嘆願運動を主導した。また、ヘラーは多くの慈善プロジェクトにも参加した。